# Ігор Ольгович
І́гор О́льгович (д.-рус. Игорь Ѡлговичь; 1096 — 19 вересня 1147) — руський князь із династії Рюриковичів, роду Ольговичів. Великий князь Київський (2 серпня — 12 серпня 1146). Князь путивльський (1127—1142), берестейсько-дорогичинський (1142—1146). Син чернігівського князя Олега Святославича. 1146 року був змушений прийняти чернецтво у Київському Федорівському монастирі. 1147 року убитий киянами в помсту ненависному роду Ольговичів. Хрещене ім'я — Георгій; також — І́гор-Гео́ргій О́льгович. У Православній церкві України вшановується святим в лику благовірного князя — 19 вересня. У західній традиції — І́гор ІІ.

## Біографія
Походив з роду Ольговичів, другий син Олега Святославича від другого шлюбу (з половецькою княжною, дочкою хана Осолука).
1140 року — його брат Всеволод II Ольгович, Великий князь Київський, пообіцяв Ігорю Чернігів, але не дав. В 1142 році — став князем у місті Городець Остерський, а 1145 року отримав землі по річці Визна.
Передчуваючи близьку кончину, Всеволод заповів Київський стіл Ігорю. Попри те, що столичні мешканці вважали спадкоємцем середнього Ольговича, Святослава, завперечувати проти рішення не стали. 1 серпня 1146 року Ігор — вже на правах нового правителя — скликав на Ярославому подвір'ї київське віче. Проте не наважився особисто виходити до містян, а надіслав до них Святослава. А той запропонував киянам укласти з новим великим князем угоду, яка передбачала б дотримання володарем їхніх прав та виконання вимог. Насамперед йшлося про усунення управлінців — тивунів, поставлених ще Всеволодом, — Ратші у Києві та Тудора у Вишгороді, заміни їх на порядніших адміністраторів, впорядкування мит та інших зборів. Уклавши таки угоду, Святослав — за традицією, що існувала при закріпленні угод між князями — на знак згоди «цілував хрест» перед киянами. А потім вмовив те саме зробити й Ігора, якому особисто передав умови договору. Так відбулася перша присяга київського князя перед підданими.
Щоправда, князь зволікав із виконанням обіцянок і невдовзі проти нього спалахнув заклолот. Змовники закликали в князі Ізяслава II з Переяслава. Ізяслав вступив у спілку з Володимиром Давидовичем та Ізяславом Давидовичем (суперниками Ольговичів у змаганнях за Чернігів і Київ). Під час вирішальної битви на Надовому озері (13 серпня 1146 року) частина війська зрадила Ігора і він змушений був рятуватися втечею. На престол зійшов Ізяслав.
Спійманого невдовзі Ігоря спочатку ув'язнили у Видубицькому монастирі, а потім перевезели до Переяслава, де він сидів у зрубі без вікон і дверей. Бранець важко захворів, й за згодою Ізяслава, прийняв чернецтво та знову був переведений до Києва. Київські ченці у монастирі св. Федора дали князю чернече ім'я — Георгій (Гавриїл). Князь невдовзі видужав й, залишившись ченцем монастиря, проводив час у сльозах і молитві.
19 вересня 1147 року у Києві спалахнуло повстання проти Ізяслава Мстиславовича, організоване братом Ігоря — князем Святославом Ольговичем. Бажаючи помститися всьому роду Ольговичів, київське віче ухвалило розправитися із князем-ченцем. Митрополит, духівництво й князь, який правив у Києві, Ізяслав Мстиславич й особливо його брат князь Володимир намагалися зупинити киян. Але юрба увірвалася в храм під час святої літургії і схопила Ігоря, який молився перед іконою Божої Матері, й потягла його на розправу.
Під час заворушень юрба киян увірвалась до монастиря св. Федора та схопила Ігоря. Митрополит Київський, князь та бояри відмовляли їх від розправи, але віче постановило вбити Ігоря (19 вересня 1147 року).
Князь Володимир спробував урятувати родича, забравши його до свого двору й замкнувши ворота. Але озвіріла юрба виламала ворота й убила святого князя Ігоря. Жорстокість юрби була настільки велика, що мертве тіло страждальця і далі продовжували бити. Його тіло волочили до Десятинної церкви, кинули там на віз, відвезли й «повалили на торгу». Коли ввечері того ж дня тіло блаженного Ігоря було перенесено в церкву святого Михайла (за деякими даними, в Новгородицьку божницю), «Бог виявив над ним знамення велике, запалилися свічі всі над ним у церкві тій». Наступного ранку святого страждальця було поховано в монастирі святого Симеона.
При гробі святого Ігоря почалися чудеса. 1150 року мощі князя за сприяння брата Святослава перевезено до Чернігова та покладено у Спасо-Преображенському соборі. Ігорівська ікона Божої Матері, перед якою мав звичай молитися Ігор, стала згодом однією з видатних святинь Києво-Печерської лаври і зберігалася в Успенському соборі.
Незабаром, збагнувши, що відбулось вбивство невинної людини, через ненависть до його роду. Ігоря дуже швидко почали шанувати як святого та як мученика. Канонізований Руською (Українською) православною церквою. Дні пошанування благовірного кн. Ігоря Чернігівського — 5 червня, 19 вересня.
Церковні пам'яті святого благовірного князя Ігоря Чернігівського: 19 вересня та 18 червня (перенесення мощей у 1150 році).
Татіщев наводить таку характеристику Ігоря: («Сей Ігор Ольгович був муж хоробрий і великий любитель ловитви [зі псами і птицями] звірів і птахів, читальник книг [великий] і навчений церковних співів. Часто мені доводилося з ним у церкві співати, коли він був у Володимирі. Священиків мало поважав і постів не додержував, через що його в народі мало любили. На зріст був середній і сухий, смаглявий з лиця, волосся, супроти звичаю, носив довге, як піп, а борода була вузька і мала. Коли перебував у монастирі під сторожею, тоді старанно уставів чернечих додержувався, але чи удавано він так себе проявляв, чи цілком покаявся, сього я не знаю, бо лише один Бог знає совість людини»).
Ці татіщевські відомості, де один із авторів літопису говорить про себе у першій особі і розповідає про своє особисте знайомство з Ігорем, знову ведуть, як вважають, до Петра Бориславича (див. прим. 16). Ігор був смаглявий з лиця,— ці риси передала йому мати-половчанка, дочка половецького хана Осулука, друга жона Олега Святославича.

## Родовід
|  |                                                 |  |  |  |  |  |  |  |  |  |  |  |  |  |  |  |
|  | 8. Ярослав Мудрий, великий князь київський      |  |  |  |  |  |  |  |  |  |  |  |  |  |  |  |
|  |                                                 |  |  |  |  |  |  |  |  |  |  |  |  |  |  |  |
|  |                                                 |  |  |  |  |  |  |  |  |  |  |  |  |  |  |  |
|  | 4. Святослав Ярославич, великий князь київський |  |  |  |  |  |  |  |  |  |  |  |  |  |  |  |
|  |                                                 |  |  |  |  |  |  |  |  |  |  |  |  |  |  |  |
|  |                                                 |  |  |  |  |  |  |  |  |  |  |  |  |  |  |  |
|  | 9. Інгігерда, принцеса шведська                 |  |  |  |  |  |  |  |  |  |  |  |  |  |  |  |
|  |                                                 |  |  |  |  |  |  |  |  |  |  |  |  |  |  |  |
|  |                                                 |  |  |  |  |  |  |  |  |  |  |  |  |  |  |  |
|  | 2. Олег Святославич, князь чернігівський        |  |  |  |  |  |  |  |  |  |  |  |  |  |  |  |
|  |                                                 |  |  |  |  |  |  |  |  |  |  |  |  |  |  |  |
|  |                                                 |  |  |  |  |  |  |  |  |  |  |  |  |  |  |  |
|  | 5. Килікія                                      |  |  |  |  |  |  |  |  |  |  |  |  |  |  |  |
|  |                                                 |  |  |  |  |  |  |  |  |  |  |  |  |  |  |  |
|  |                                                 |  |  |  |  |  |  |  |  |  |  |  |  |  |  |  |
|  | 1. Ігор Ольгович, великий князь київський       |  |  |  |  |  |  |  |  |  |  |  |  |  |  |  |
|  |                                                 |  |  |  |  |  |  |  |  |  |  |  |  |  |  |  |
|  |                                                 |  |  |  |  |  |  |  |  |  |  |  |  |  |  |  |
|  | 3. Феофанія Музалонісса                         |  |  |  |  |  |  |  |  |  |  |  |  |  |  |  |
|  |                                                 |  |  |  |  |  |  |  |  |  |  |  |  |  |  |  |
|  |                                                 |  |  |  |  |  |  |  |  |  |  |  |  |  |  |  |

## Вшанування пам'яті
- Пам'ятник святому благовірному князю Ігорю Ольговичу в місті Чернігів.
- Вулиця Ольговичів у місті Чернігів, названа на честь роду до якого також належав Ігор.[5]

## Канонізація
Святий у Католицькій та Православній церквах.
Православна Церква України вшановує пам'ять святого благовірного князя Ігоря Ольговича 19 вересня.